# River Phoenix

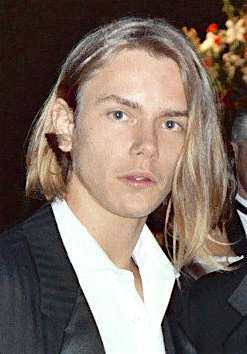
River Phoenix (1989)

River Jude Phoenix [ˌɹɪvəɹ ˈfiː.nɪks] (* 23. August 1970 in Madras, Oregon als River Jude Bottom; † 31. Oktober 1993 in West Hollywood, Kalifornien) war ein US-amerikanischer Schauspieler und Musiker. Durch Filme wie Stand by Me – Das Geheimnis eines Sommers und My Private Idaho galt er zum Zeitpunkt seines durch Drogen verursachten Todes als einer der vielversprechendsten Jungschauspieler Hollywoods.

## Leben und Karriere
River Phoenix’ Vater John Lee Phoenix, ursprünglich John Lee Bottom, war Zimmermann (nach anderen Angaben: Gärtner), seine Mutter Heart Phoenix, geborene Arlyn Sharon Dunetz, Sekretärin. Beide waren unterschiedlicher Herkunft: John (geboren 1947), ein High-School-Abbrecher aus dem kalifornischen Fontana, und Arlyn (geboren 1944), aus einer jüdischen Familie der New Yorker Bronx stammend und bereits einmal verheiratet gewesen, brachen aus ihrer gewohnten Umgebung aus und zogen als Hippies durch die Vereinigten Staaten. Hierbei lernten sie sich 1968 beim Autostopp kennen.
Am 13. September 1969 wurden sie in einer Hippie-Zeremonie getraut; ihr Erstgeborener River kam auf einer Farm, auf der die Eltern bei der Minzernte geholfen hatten, zur Welt. Er erhielt seinen Vornamen nach dem „Fluss des Lebens“ in der damals sehr populären Erzählung Siddhartha von Hermann Hesse; Jude ist eine Anlehnung an den Beatles-Song Hey Jude.
Die Familie zog kurz nach der Geburt weiter und schloss sich 1973 der Sekte Kinder Gottes von David Berg an. Sie siedelten nach Südamerika um und waren als Missionare tätig, John wurde sogar zum „Erzbischof von Venezuela und der Karibik“ ernannt. Drei Kinder wurden in dieser Zeit geboren: Rain Joan of Arc (kurzzeitig Rainbow), geboren 21. November 1972, Joaquin (kurzzeitig: Leaf), geboren am 28. Oktober 1974 in Puerto Rico, und Libertad Mariposa (Liberty Mariposa Butterfly), geboren am 5. Juli 1976. Zeitweise stark verarmt, lebten die Bottoms in verschiedenen Ländern Mittel- und Südamerikas, unter anderen in Costa Rica und Venezuela. Die Eltern unterrichteten ihre Kinder selbst und förderten ihre musischen Fähigkeiten. Mit sieben Jahren verdiente Phoenix zusammen mit seiner Schwester Rain für die Familie Geld als Straßenmusiker in Caracas – das Gitarrespielen blieb zeitlebens seine Leidenschaft.
Im November 1978 kehrte die Familie der Sekte desillusioniert den Rücken. Heart Phoenix gab später in einem Interview an, besonders das sogenannte „Flirty Fishing“, eine Form religiöser Prostitution, sowie das herrische Benehmen des selbsternannten „Führers“ David Berg hätten dazu geführt, dass sie sich von der Gruppierung lösen wollten. Es gilt als nicht erwiesen, ob River und seine Geschwister mit der in der Sekte geförderten sexualisierten Gewalt an Kindern konfrontiert wurden. Der Legende nach reisten die Bottoms auf einem Frachtschiff in die USA zurück und konnten dort hautnah den kommerziellen Fischfang beobachten. Dieses Erlebnis führte dazu, dass die ganze Familie ab diesem Zeitpunkt vegan zu leben begann. Im Dezember 1978 kam das letzte Kind der Bottoms, Summer Joy Phoenix, in Winter Park, Florida, zur Welt, wo sie vorübergehend bei Hearts Eltern ein Heim gefunden hatten. Als Symbol des neuen Lebensabschnittes änderte John Bottom den Namen der Familie 1979 in Phoenix und sie ließen sich im Großraum Los Angeles nieder. Rivers Vater arbeitete zunächst als Gärtner, ehe ihn eine Rückenverletzung berufsunfähig machte. Rivers Mutter Heart übernahm eine Stelle als Sekretärin bei NBC, um für den Familienunterhalt zu sorgen.
Durch die neue Stelle war es ihr möglich die Kinder durch kleine Engagements in Werbespots beim Film unterzubringen. Von 1982 bis 1983 spielte Phoenix den zwölfjährigen Guthrie in der Fernsehserie Seven Brides for Seven Brothers. Andere Fernsehauftritte in den Serien Hotel und It’s Your Move folgten. Außerdem war er in den Fernsehfilmen Backwards: The Riddle of Dyslexia und … und fanden keinen Ausweg mehr zu sehen. Für diese erhielt er eine Nominierung und eine Auszeichnung für den Young Artist Award als bester junger Schauspieler in einem Familienfilm im Bereich Fernsehen bzw. bester junger Schauspieler in einem Fernseh-Special oder einer Mini-Serie. 1985 gab er sein Kinodebüt in Joe Dantes Explorers – Ein phantastisches Abenteuer. Der Durchbruch gelang ihm 1986 mit dem Film Stand by Me – Das Geheimnis eines Sommers, der in den USA zum Kassenschlager wurde. Es folgten Peter Weirs The Mosquito Coast mit Harrison Ford und Little Nikita, ein Agententhriller an der Seite von Sidney Poitier. 1988 wurde er für die Rolle des Danny Pope in dem Sidney-Lumet-Film Die Flucht ins Ungewisse als bester Nebendarsteller für den Oscar nominiert. Neben seinen Aktivitäten als Schauspieler gründete Phoenix mit seiner Schwester Rainbow die Band Aleka’s Attic, die an Weihnachten 1988 ihr erstes Konzert gab. Er spielte Gitarre, sang und schrieb die Songs, wovon einige für wohltätige Zwecke der Tierschutzorganisation PETA veröffentlicht wurden. Das Debütalbum der Gruppe konnte jedoch vor seinem Tod nicht fertiggestellt werden.
1989 übernahm Phoenix in Indiana Jones und der letzte Kreuzzug die Rolle des jungen Indiana Jones. In dem Film My Private Idaho spielte er unter der Regie von Gus Van Sant 1991 an der Seite von Keanu Reeves, mit dem er eng befreundet war, einen homosexuellen Stricher. Danach drehte er Sneakers – Die Lautlosen, unterschrieb einen Vertrag für Dark Blood und stand auf der Besetzungsliste von Interview mit einem Vampir.
Während der Dreharbeiten zu Dark Blood, in der Nacht zu Halloween 1993, brach Phoenix nach einer Überdosis Heroin und Kokain (Speedball) in den Armen seines Bruders Joaquin Phoenix und im Beisein seiner Schwester Rain Phoenix und seiner damaligen Freundin Samantha Mathis vor dem Nachtclub Viper Room in West Hollywood zusammen. 25 Jahre nach seinem Tod sprach Mathis in einem Telefoninterview mit der britischen Zeitung The Guardian erstmals öffentlich über ihre Erinnerung an die Geschehnisse dieser Nacht. Zwar wurde River Phoenix noch in das Cedars-Sinai Medical Center eingeliefert, dort konnte jedoch nur noch der Tod durch Herzstillstand festgestellt werden. Die Autopsie stellte daneben auch noch Diazepam, Cannabis und andere Drogen in seinem Blut fest. Da keine Einstichstellen gefunden wurden, muss er die Drogen oral oder intranasal („schnupfend“) zu sich genommen haben. 
George Sluizer stellte den Film Dark Blood 2012 fertig. Am 27. September 2012 wurde Dark Blood zum ersten Mal einem öffentlichen Publikum auf dem Niederländischen Filmfestival präsentiert. Die deutsche Premiere erfolgte auf der Berlinale 2013. In den erst nach dem Tod des Jungschauspielers begonnenen Dreharbeiten zu Interview mit einem Vampir übernahm Christian Slater die für Phoenix vorgesehene Rolle des Journalisten. Slater spendete seine gesamte Gage an eine Tierrechts-Organisation, die River Phoenix unterstützt hatte. Im Abspann des Films ist vermerkt „In Memory of River Phoenix“ („In Gedenken an River Phoenix“).
Wenige Wochen nach seinem tödlichen Zusammenbruch kam mit Schweigende Zunge (Silent Tongue) der letzte Film mit Phoenix in der Hauptrolle in die Kinos.
Auch während seiner Schauspielerkarriere widmete sich River Phoenix der Musik. Er hatte zwei eigene Bands: Aleka’s Attic und später Blacksmith Configuration. Daneben spielte er Songs mit seinem Freund John Frusciante von den Red Hot Chili Peppers ein, von denen einige 1997 auf Frusciantes Album Smile From The Streets You Hold veröffentlicht wurden. 1991 schrieb und sprach er den Songtext für Curi Curi, ein Lied, das auf dem Album TXAI von Milton Nascimento zu finden ist. Für den Film Jimmy Reardon schrieb Phoenix das Lied Heart to Get, welches aber erst Jahrzehnte später im Director’s Cut des Films veröffentlicht wurde. Im Jahre 1993 war er in einem Video zu sehen, in dem er Flea, den Bassisten der Red Hot Chili Peppers, interviewte (Flea – Bass Jamming & Techniques). Außerdem haben ihm nach seinem Tod zahlreiche Musiker wie Natalie Merchant, R.E.M., Ellis Paul und die Red Hot Chili Peppers Lieder gewidmet. Zu seinen Freunden gehörten unter anderen Flea, John Frusciante, Michael Stipe (R.E.M.) und die Schauspieler Keanu Reeves, mit dem 1989 schon sein kleiner Bruder Joaquin (damals Leaf) den Film Eine Wahnsinnsfamilie drehte, und Johnny Depp, in dessen Club er des Öfteren mit seiner Band gespielt hatte.
Er blieb zeit seines Lebens der alternativen Erziehung seiner Eltern treu, war ein überzeugter Umwelt- und Tierschützer und lebte als Veganer. Er unterstützte die Tierrechtsorganisation PETA, half bei Spendensammlungen und kaufte Regenwald in Costa Rica.

## Privatleben
Bei den Dreharbeiten von Mosquito Coast lernte River Phoenix Martha Plimpton kennen. Sie begleitete ihn zur Oscar-Verleihung 1989; bald danach zerbrach ihre Beziehung.
Mit der Masseurin und Musikerin Sue Solgot lebte Phoenix von 1991 bis Januar 1993 in Gainesville, Florida zusammen.
Seine letzte Freundin Samantha Mathis ist ebenfalls Schauspielerin; mit ihr war der 23-Jährige ab den Dreharbeiten von The Thing Called Love bis zu seinem Tod liiert.
Phoenix lebte mit seiner Familie zunächst auf einer Ranch in Gainesville, Florida. 1989 zog er in ein Appartement in der Stadt, blieb aber dennoch seiner Familie verbunden. Seinem Vater kaufte er zur selben Zeit ein Haus in Costa Rica, wo dieser ein veganes Restaurant eröffnete.
Phoenix’ Bruder Joaquín ist heute ein bekannter Hollywoodstar und Oscar-Preisträger; er hat seinen 2020 geborenen Sohn nach seinem älteren Bruder River genannt. Seine Schwester Summer Joy Phoenix war bis März 2016 mit dem Schauspieler Casey Affleck verheiratet. Die Namen ihrer beiden Söhne haben Bezug zu ihrem toten Bruder: Indiana August (* 2004), nach der Filmfigur Indiana Jones, die Phoenix spielte (junger Indiana Jones, 1989), und dem Monat, in dem sein Geburtsdatum liegt, sowie Atticus (* 2008), eventuell nach der gemeinsamen Band Aleka’s Attic. Auch Phoenix’ Schwester Liberty benannte ihren Erstgeborenen nach dem Verstorbenen: Rio (spanisch für River; * 1997).
Seine Mutter Heart Phoenix ist seit 1997 wieder verheiratet und leitet die Organisation The Peace Alliance sowie das River Phoenix Center for Peacebuilding (2011).

## Synchronsprecher
Für die deutschsprachigen Kinozuschauer wurde er unter anderem von Frank Schaff, Nicolas Böll, Timmo Niesner und auch Simon Jäger synchronisiert.

## Filmografie
- 1982–1983: Seven Brides for Seven Brothers (Fernsehserie, 22 Episoden)
- 1984: Celebrity: Der Ruhm (Tommy Thompson’s Celebrity)  (Miniserie, 2 Episoden)
- 1984: Backwards: The Riddle of Dyslexia [aus der Filmreihe Junge Schicksale (ABC Afterschool Specials)]
- 1984: It’s Your Move (Fernsehserie, Episode 1x01)
- 1984: Hotel (Fernsehserie, Episode 2x04)
- 1985: Robert Kennedy and His Times (Miniserie, Episode 1x03)
- 1985: … und fanden keinen Ausweg mehr (Surviving: A Family in Crisis) – TV
- 1985: Explorers – Ein phantastisches Abenteuer (Explorers)
- 1985: Familienbande (Family Ties, Fernsehserie, Episode 4x07)
- 1986: Stand by Me – Das Geheimnis eines Sommers (Stand by Me)
- 1986: Circle of Violence (Circle of Violence: A Family Drama) – TV
- 1986: Mosquito Coast (The Mosquito Coast)
- 1988: Jimmy Reardon (A Night in the Life of Jimmy Reardon)
- 1988: Little Nikita
- 1988: Die Flucht ins Ungewisse (Running on Empty)
- 1989: Indiana Jones und der letzte Kreuzzug (Indiana Jones and the Last Crusade)
- 1990: Ich liebe Dich zu Tode (I Love You to Death)
- 1991: My Private Idaho (My Own Private Idaho)
- 1991: Dogfight
- 1992: Sneakers – Die Lautlosen (Sneakers)
- 1993: The Thing Called Love – Die Entscheidung fürs Leben (The Thing Called Love)

- 1994: Schweigende Zunge – Die Rache der Götter (Silent Tongue) (1991 gedreht, doch erst 1994 veröffentlicht)
- 2012: Dark Blood (1993 abgedreht, doch erst 2012 veröffentlicht)

## Nominierungen und Auszeichnungen
Oscar
- 1989: Bester Nebendarsteller (Die Flucht ins Ungewisse) (Nominierung)

Golden Globe
- 1989: Bester Nebendarsteller (Die Flucht ins Ungewisse) (Nominierung)

Independent Spirit Awards
- 1992: Bester männlicher Hauptdarsteller (My Private Idaho) (gewonnen)

National Board of Review
- 1988: Bester Nebendarsteller (Die Flucht ins Ungewisse) (gewonnen)

National Society of Film Critics
- 1992: Bester Hauptdarsteller (My Private Idaho) (gewonnen)

New York Film Critics Circle Awards
- 1992: Bester Hauptdarsteller (My Private Idaho) (2. Platz)

Internationale Filmfestspiele von Venedig
- 1991: Bester Hauptdarsteller (My Private Idaho) (gewonnen)

Young Artist Awards
- 1983: Bester junger Schauspieler in einer Drama-Serie (Seven Brides for Seven Brothers) (Nominierung)
- 1984: Bester junger Schauspieler in einer Drama-Serie (Seven Brides for Seven Brothers) (gewonnen)
- 1985: Außergewöhnliche Darstellung eines jungen Schauspielers in einem Film (Explorers – Ein phantastisches Abenteuer) (gewonnen)
- 1985: Bester junger Schauspieler in einem Familienfilm im Bereich Fernsehen (ABC Afterschool Specials – Backwards: The Riddle of Dyslexia – geteilt mit Joaquin Phoenix) (Nominierung)
- 1986: Bester junger Schauspieler in einem Fernseh-Special oder einer Mini-Serie (… und fanden keinen Ausweg mehr) (gewonnen)
- 1988: Bester junger männlicher Superstar in einem Film (The Mosquito Coast) (gewonnen)

## Sonstiges
Tetsuya Nomura ließ sich bei der Schaffung des Protagonisten Squall Leonhart aus dem Videospiel Final Fantasy VIII von River Phoenix inspirieren. Leonhart hat nicht nur dasselbe Geburtsdatum wie River Phoenix, sondern auch eine täuschende Ähnlichkeit mit ihm.
Das Lied Halloween der US-amerikanischen Band Grant Lee Buffalo ist eine Hommage an River Phoenix.